# Robertas Žulpa
Robertas Žulpa (n. 20 martie 1960, Vilnius, RSS Lituaniană, URSS – d. 30 august 2024, Vilnius, Lituania) a fost un înotător lituanian, medaliat olimpic. A participat la o ediție a Jocurilor Olimpice (1980) în care a câștigat o medalie de aur.

## Participări
Lista de mai jos prezintă principalele competiții la care a participat Robertas Žulpa de-a lungul carierei.
- swimming at the 1980 Summer Olympics – men's 200 metre breaststroke[*]